# Johann Heinrich Behrens

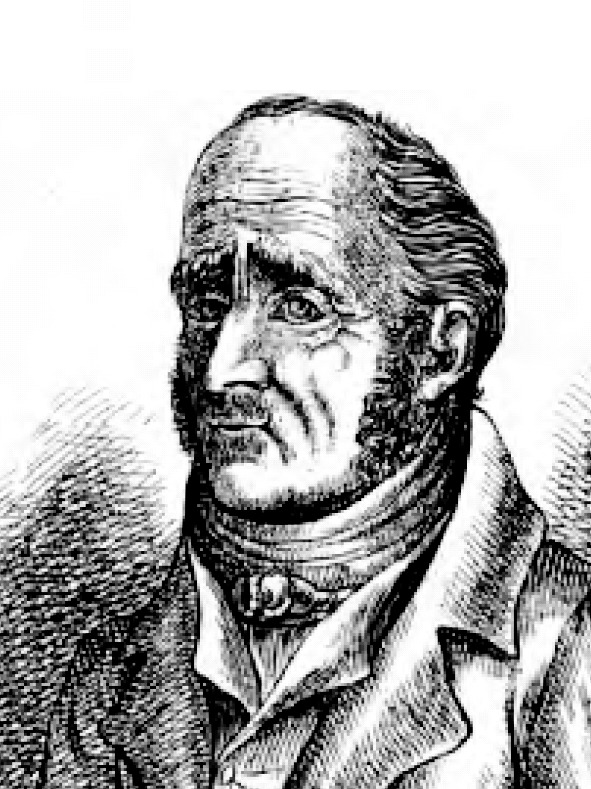
Johann Heinrich Behrens (1840)

Johann Heinrich Behrens (* 1. Januar 1735 in Lübben; † 12. September 1844 in Wolfenbüttel) war königlich-preußischer Unteroffizier, Autor und vermeintlich ältester Deutscher seiner Zeit.

## Leben

### Herkunft, Kindheit, Ausbildung
Behrens war Sohn eines Hufschmieds und einer Hebamme. Er wurde zwar in Lübben geboren, nachdem aber die Familie nach Görlitz verzog, wuchs er dort mit seinen beiden älteren Brüdern auf und durchlief eine reguläre Schulausbildung. Im Alter von 13 Jahren wurde er konfirmiert und nahm wenig später die Lehre zum Hufschmied auf. Mit 17 begab er sich als Geselle auf die Walz, geriet jedoch zum Ende der drei Jahre an österreichische Werber.

### Werdegang
Er begann seine Laufbahn als Gemeiner im Infanterieregiment des späteren Generalfeldmarschalls Graf von Clerfait. Nach kurzer Zeit gelang es Behrens, sich in die Heimat abzusetzen. Hier wurde er der Artillerie zugeteilt und avancierte bald in den Rang eines Unteroffiziers. Behrens befand sich im August 1756 mit der Sächsischen Armee im Lager von Pirna und wechselte nach deren Kapitulation in preußische Dienste. Er nahm also seinen Dienst nach absolviertem Kavalleriexerzietium ranggleich im Husaren-Regiment „von Zieten“ auf.
Im Verlauf des Siebenjährigen Krieges rückte Behrens unter General Zieten zunächst an die böhmische Grenze, wenig später nach Prag vor. Er wurde Augenzeuge der tödlichen Verwundung von Generalfeldmarschall Graf von Schwerin. Behrens konnte durch Ortskunde als auch die Fähigkeit des Lesens und Schreibens, welche er sich in seiner Kindheit und Jugend angeeignet hatte, nützlichen Beitrag leisten. In der Schlacht bei Kolin ritt er in der Vorhut unter Oberst von Seydlitz. Auch bei Leuthen, Hochkirch, Liegnitz und Torgau nahm Behrens an den denkwürdigen Ereignissen teil. In der Dommitzschen Heide stürzte Behrens und wurde von einer Kanone überrollt, wodurch er am rechten Arm und Bein bewegungsunfähig wurde. Im Lazarett in Leipzig konnte er zwar genesen, schied aber dennoch, da nicht voll wiederhergestellt, aus dem Kriegsdienst aus. General Zieten verabschiedete ihn mit dem Geschenk von 50 Talern. Sein rechter Arm blieb zeitlebens gelähmt.
Behrens begann nun seine Kriegserlebnisse aufzuschreiben und in Druck zu geben. Er vertrieb die Drucksachen selbst, indem er durch die Lande zog. Nachdem er 1785 auch Augenzeuge des Unfalltodes des Prinzen Leopold von Braunschweig wurde, setzte er auch hierzu eine Schrift auf. Als der von ihm viel verehrte General Zieten und dann auch der König 1786 verstarben, befand sich Behrens eben in Magdeburg. Von dort begab er sich nach Braunschweig und vertrieb auf Grund der veränderten Nachfrage mehr Bücher für Kirche, Schule und Unterricht.
Aufgrund seines reputablen Alters, in dem er sich bis zum letzten Tag bester Gesundheit erfreute, gewährte ihm der preußische König in Behrens’ letzten Lebensjahren eine monatliche Pension von drei Talern, zu der der Herzog von Braunschweig noch eine Jahrespension von zwölf Talern hinzufügte.

### Familie
In Wolfenbüttel vermählte sich Behrens viermal. Die erste Heirat ging er 1786 ein. Mit seiner vierten Frau, die ihn überlebte, zeugte er noch im 88. Lebensjahr eine letzte Tochter.

## Werk
- Lebensgeschichte des 105-jährigen in Wolfenbüttel lebenden Invaliden-Unterofficiers Joh. Heinr. Behrens eines Zeitgenossen und Kriegers Friedrich’s des Großen. Wolfenbüttel 1845 (online)